# W. O. Woods
Walter Orr Woods (* 31. Oktober 1873 in Carlinville, Illinois; † 7. Juni 1951) war ein US-amerikanischer Regierungsbeamter.

## Werdegang
Walter Orr Woods, Sohn von Mary F. Holliday und Joseph Poley Woods wurde ungefähr acht Jahre nach dem Ende des Bürgerkrieges im Macoupin County geboren. Über seine Jugendjahre und sein Privatleben ist nichts bekannt. Woods war mit Anna Lindsley Dorsey verheiratet. Irgendwann zog er nach Kansas und ließ sich in Concordia (Cloud County) nieder. Er war für das War Loan Board tätig, als ihn US-Präsident Calvin Coolidge (1872–1933) im Jahr 1927 zum Register im Finanzministerium der Vereinigten Staaten machte. Er bekleidete diesen Posten vom 1. Oktober 1927 bis zum 17. Januar 1929. Danach war er vom 18. Januar 1929 bis zum 31. März 1933 Treasurer of the United States. Den Großteil seiner Amtszeit diente er dabei unter Präsident Herbert Hoover (1874–1964). Er wurde auf dem Stadtfriedhof von Carlinville beigesetzt.